# Andreas Larsson (sommelier)
Andreas Larsson, född 1972, är en svensk sommelier och vinskribent som blev världsmästare i sommellerie 2007. Larsson är sedan tidigare svensk, nordisk och europeisk mästare i sommellerie. 2005 blev han International Sommelier of the Year och 2006 fick han utmärkelsen Starwine Sommelier of the Year.
Andreas är sedan 2006 sommelier vid Restaurang PM & Vänner i Växjö.

## Meriter
- 2002 Svensk mästare i sommellerie
- 2003 Nordisk mästare i sommellerie
- 2004 Europeisk mästare i sommellerie (Trophée Ruinart Meilleur Sommelier d’Europe)
- 2005 Svensk mästare i sommellerie
- 2005 Wine International Sommelier of the year
- 2006 Starwine Sommelier of the year
- 2007 Världsmästare i sommellerie

## Trivia
- Andreas ville bli gitarrist när han var yngre och intresset har resulterat i två skivor inom genren modern jazz.[3]
- Andreas favoritviner är "elektriska riesling från Tyskland, feta och välstrukturerade vita viner från Österrike, lena pinot noir, väldoftande sherry, moderna Bordeaux, samt exklusiva viner från Piemonte och Champagne".[3]